# Elba (Minnesota)
Elba es una ciudad ubicada en el condado de Winona en el estado estadounidense de Minnesota. En el Censo de 2010 tenía una población de 152 habitantes y una densidad poblacional de 28,78 personas por km².

## Geografía
Elba se encuentra ubicada en las coordenadas 44°5′11″N 92°1′6″O / 44.08639, -92.01833. Según la Oficina del Censo de los Estados Unidos, Elba tiene una superficie total de 5.28 km², de la cual 5.28 km² corresponden a tierra firme y (0%) 0 km² es agua.

## Demografía
Según el censo de 2010, había 152 personas residiendo en Elba. La densidad de población era de 28,78 hab./km². De los 152 habitantes, Elba estaba compuesto por el 98.68% blancos, el 0% eran afroamericanos, el 0% eran amerindios, el 0% eran asiáticos, el 0% eran isleños del Pacífico, el 1.32% eran de otras razas y el 0% pertenecían a dos o más razas. Del total de la población el 3.29% eran hispanos o latinos de cualquier raza.